# Oxiológia

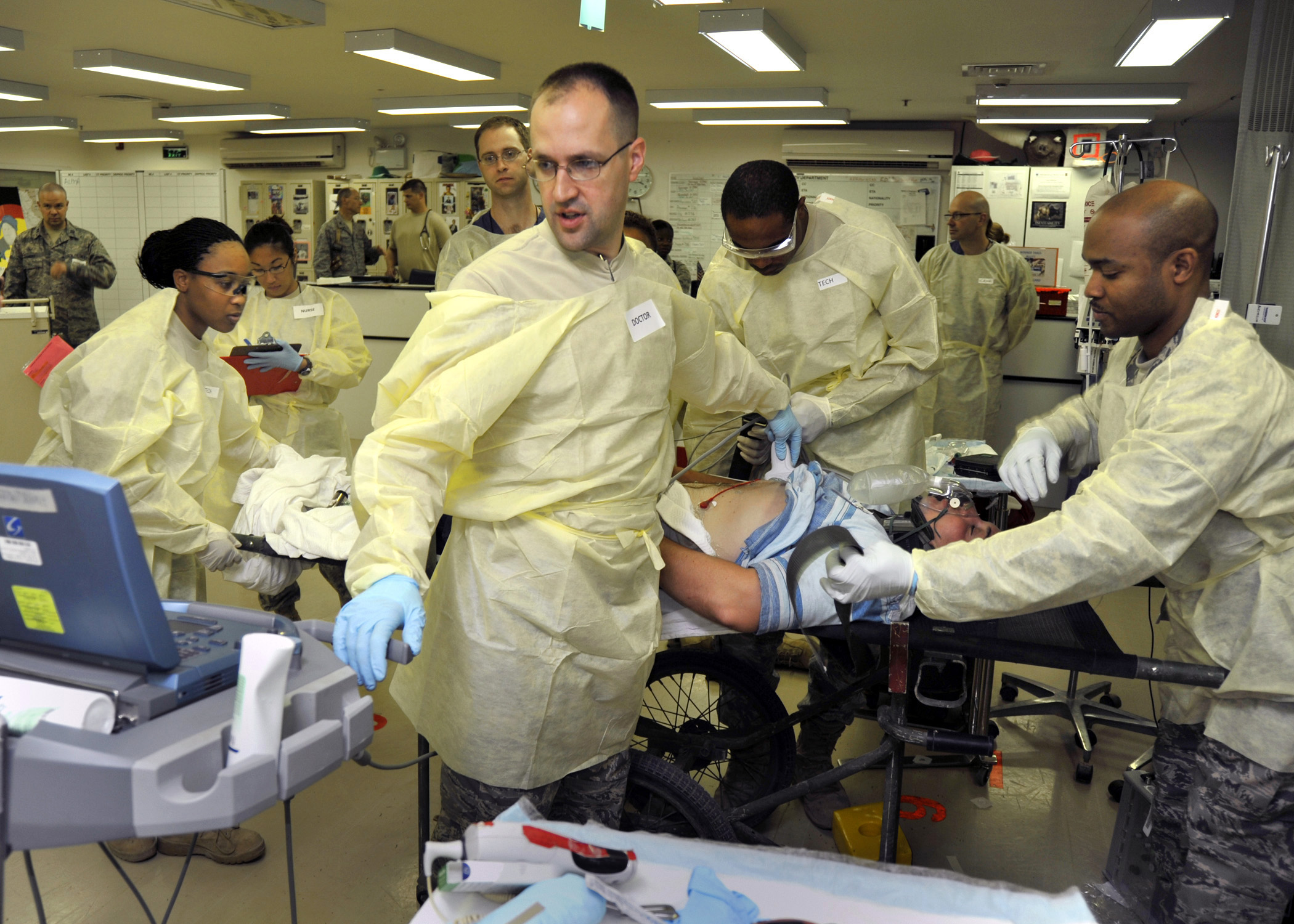
Oxiológia

Az oxiológia (vagy oxyologia) szó jelentése: sürgősségi orvostan, életmentési orvostan.

## Hálózata/szervezete
Az orvostudomány minden területének a sürgősségi részét magában foglalja, valamint szervezési, igazságügyi orvostani, katasztrófa orvostani, jogi ismeretekben való jártasságot követel meg az oxiológus végzettséggel rendelkezőtől. Oxiológusnak az oxiológia-szakvizsgával rendelkező szakorvost nevezzük. Rajtuk kívül fontos résztvevői a magyarországi prehospitalis (vagyis kórházi fázist megelőző) ellátásnak a mentőtisztek. Ők főiskolát végzett, a mentésre kiképzett szakemberek. 
Magyarországon egyedülálló módon a teljes ország területén egyetlen szervezet, az Országos Mentőszolgálat a felelős. Az óriási tapasztalat és komoly szervezettség ellenére számtalan kihívást jelentenek az utóbbi idők megváltozott körülményei.

## Főbb területei
- Újraélesztés vagy reanimáció
- Lélegeztetés
- Sérültellátás
- Mérgezés (toxikológia)
- Termikus sérülések
- Betegszállítás
- Mentéstechnika
- Gyermekgyógyászati oxiológia

A kifejezést dr. Gábor Aurél belgyógyász, mentőorvos javaslatára fogadták el.

## Lásd még
- Országos Mentőszolgálat
- Kresz Géza orvos